# OIOXML
OIOXML är en utveckling av XML där OIO står för Offentlig Information Online. Formatet är ett krav för elektronisk dokumenthantering inom offentliga sektorn i Danmark.